# Rápido, Desenhe!
Rápido, Desenhe! (título original em inglês de "Quick, Draw!") é um jogo eletrônico online desenvolvido pela Google que desafia os jogadores a desenhar uma imagem de um objeto ou ideia em exatos 20 segundos e, em seguida, usa uma inteligência artificial de rede neural para adivinhar o que os desenhos representam. A inteligência artificial aprende com cada desenho, aumentando sua capacidade de adivinhar corretamente no futuro. O jogo é parecido com Pictionary, onde os jogadores têm um limite para desenhar (20 segundos). Os conceitos que adivinha podem ser simples, como "pé", ou mais complicados, como "migração animal". O jogo é um dos vários jogos simples desenvolvido pela Google baseados em IA como parte de um projeto conhecido como "A.I. Experiments". Cada pessoa que joga, está ajudando o jogo, pois isso expande a percepção da inteligencia artificial do jogo.

## Jogabilidade
O jogador inicia com um objeto para desenhar. Então o jogador possui 20 segundos para desenhar o objeto. Baseado no que o usuário desenha, a IA tentará adivinhar o que foi desenhado. Quando o desenho está perto o suficiente do item proposto, o jogo irá dizer em voz alta "Eu já sei, é..." e o jogo será movido para rodada. No jogo existe seis rodadas e no final dos seis desenhos será exibido os desenhos, sendo possível também ver como os outros desenharam.